# Milliarden (Band)

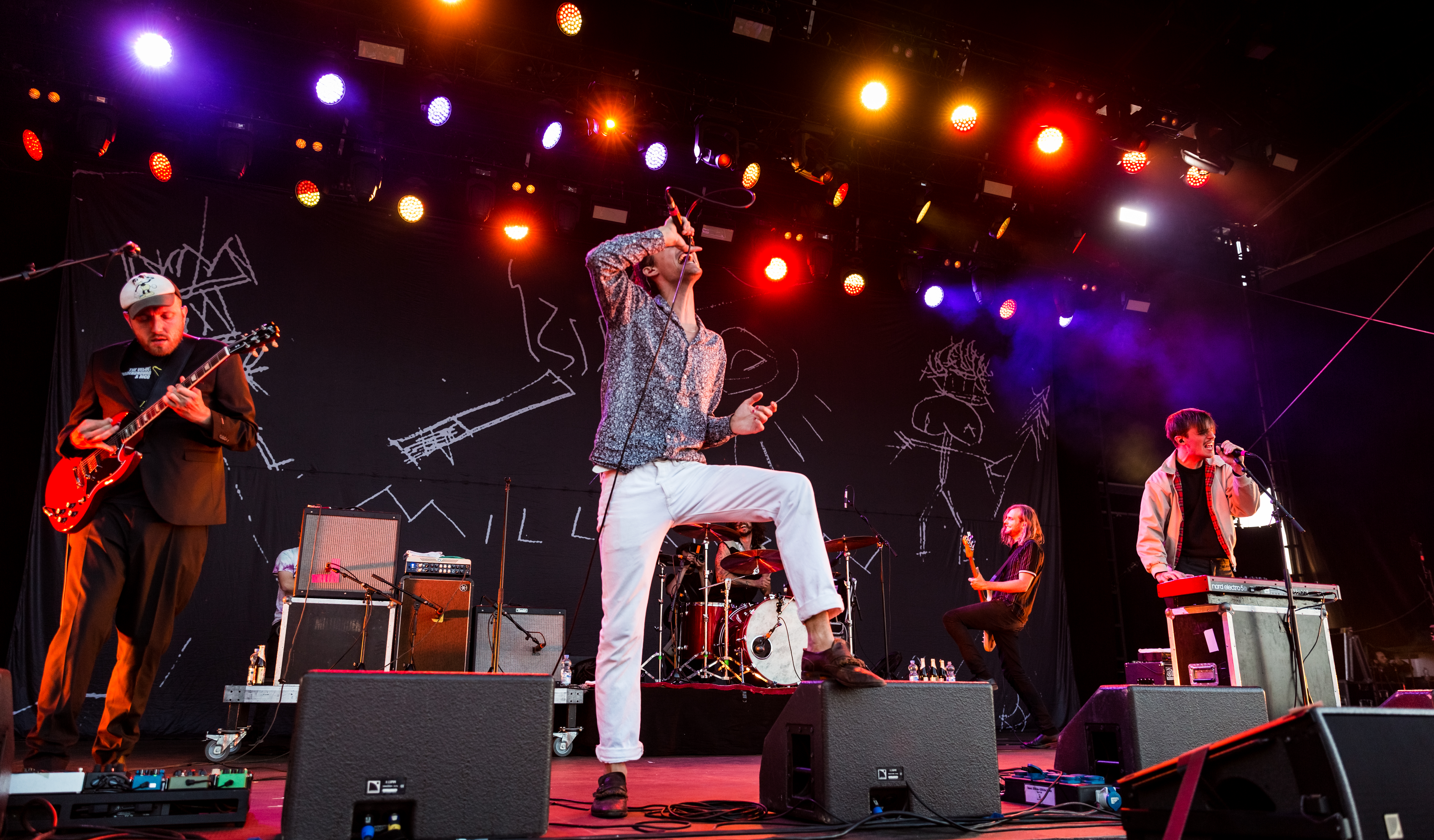
Milliarden live bei Rock am Ring 2018

Milliarden ist eine Rockband aus Berlin, die 2013 gegründet wurde. Nach einer EP im Jahr 2014 erschien 2016 ihr Debütalbum, welchem bis 2024 drei weitere Alben folgten.

## Geschichte
Die Band entstand 2013 aus einem Zusammentreffen des Sängers Ben Hartmann mit dem Pianisten Johannes Aue an einer Universität. Im Jahr 2014 kam ihre EP Kokain und Himbeereis als Vinylversion auf Vertigo Berlin heraus und sie traten in der Sendung Inas Nacht zum ersten Mal im Fernsehen auf. Nach dem Gewinn eines Bandcontests wurde ihr Lied Freiheit ist ne Hure für den Soundtrack des 2015 erscheinenden Oskar-Roehler-Films Tod den Hippies!! Es lebe der Punk auserkoren und die EP wurde auch als CD veröffentlicht.
Im Jahr 2016 begleiteten Milliarden Ton Steine Scherben als Vorgruppe auf ihrer Tournee. Es folgten Auftritte der Band an den Festivals Rock am Ring und Rock im Park. Im August erschien wiederum bei Vertigo ihr erstes volles Album mit dem Titel Betrüger. In der Pro7-Sendung Circus HalliGalli kam es 2016 zu zwei Auftritten von Milliarden sowie der Mitwirkung an einem Beitrag.
Beim Reeperbahn Festival 2020 hatten sie einen Hamburger Live-Auftritt auf der Open-Air-Bühne vor Corona-reduziertem Publikum. Wer wollte, konnte per NDR-Streaming am 18. September online dabei sein. Das Tage vor dem Live-Act fertig eingespielte neue Album Schuldig kam am 5. Februar 2021 heraus.

## Stil
Die Musik der Band Milliarden wurde verschiedentlich dem Punk oder Post-Punk zugerechnet, aber auch als „Mischung aus Indie-Pop und Retro-Deutschrock“ beschrieben. Sehr starke Anleihen sahen Kritiker bei der Band Ton Steine Scherben, wie auch Ben Hartmanns Stimme manche an den früheren Scherben-Sänger Rio Reiser erinnerte.

## Diskografie

### Studioalben
- 2016: Betrüger
- 2018: Berlin
- 2021: Schuldig
- 2024: LOTTO

### EPs
- 2014: Kokain und Himbeereis

## Filmografie
- 2018: Morgen (Kurzfilm)